# 지세포중학교
지세포중학교(知世浦中學校)는 대한민국 경상남도 거제시 일운면 지세포리에 있는 공립 중학교이다.

## 학교 연혁
- 1960년 3월 18일 : 지세포중학교 설립인가(3학급)
- 1960년 5월 9일 : 개교
- 2009년 3월 1일 : 학급 감축(6학급)
- 2011년 3월 1일 : 특수학급 신설(7학급)
- 2021년 3월 1일 : 제28대 임춘화 교장 부임
- 2023년 2월 8일 : 제63회 졸업식(2학급 44명) 총계 6,629명
- 2023년 3월 2일 : 2023학년도 입학식(2학급 54명 입학)

## 참고 자료
- 지세포중학교 - 한국교육학술정보원 학교알리미